# L'ultimo atto (film 1916)
L'ultimo atto (The Last Act) è un film muto del 1916 diretto da Walter Edwards. Sceneggiato da Thomas H. Ince (anche produttore) e da C. Gardner Sullivan, il film aveva come interpreti Bessie Barriscale, Clara Williams, Miss Allen, Harry Keenan, Robert McKim. In un ruolo di comparsa, fa un'apparizione John Gilbert, futura star hollywoodiana.

## Trama
Nella sua nuova commedia che sta recitando a teatro, Ethel Duprey è un'avventuriera che ha una relazione con un uomo sposato. Quando la moglie le chiede di lasciarlo, la protagonista rifiuta e la moglie, allora, si uccide. Sembra che la vita reale imiti la fantasia, perché anche Ethel si innamora di Ernest Hale che è sposato. E così, quando sua moglie Cora viene a pregarla di porre fine a quella relazione, il primo impulso di Ethel è quello di fare come la sua protagonista. Poi, però, ci ripensa ed esorta, invece, Cora a rendersi più attraente per cercare di riconquistare l'amore e l'interesse del marito. Cora segue i consigli dell'attrice che sortono l'effetto voluto: Ernest ricomincia a sentirsi attirato dalla moglie, sentendo rinascere l'amore per lei. Di conseguenza, rompe con Ethel, lasciandola sola e affranta.

## Produzione
Thomas H. Ince produsse e supervisionò il film, prodotto per la Kay-Bee Pictures e la New York Motion Picture.

## Distribuzione
Il copyright del film, richiesto dalla Triangle Film Corp., fu registrato il 27 febbraio 1916 con il numero LP10793: qui, la sinossi è attribuita a C. Gardner Sullivan e a Thomas H. Ince, mentre nel copyright del 29 febbraio (numero LU7728), la sinossi ha come autore Le Monte Waldron.
Distribuito dalla Triangle Distributing, il film uscì nelle sale statunitensi il 27 febbraio 1916. In Danimarca, fu distribuito il 25 febbraio 1918 con il titolo Livets Dobbeltmoral, in Svezia con quello di Sista akten. La Triangle lo distribuì in Italia con il visto di censura numero 13204.
Non si conoscono copie ancora esistenti della pellicola che viene considerata presumibilmente perduta.